# Stensjön (Vilhelmina socken, Lappland, 725058-148629)
Stensjön är en sjö i Vilhelmina kommun i Lappland och ingår i Vapstälvens huvudavrinningsområde. Sjön har en area på 0,199 kvadratkilometer och ligger 756,5 meter över havet. Stensjön ligger i Södra Gardfjället Natura 2000-område.

## Delavrinningsområde
Stensjön ingår i det delavrinningsområde (724945-148602) som SMHI kallar för Utloppet av Stensjön. Medelhöjden är 829 meter över havet och ytan är 3,56 kvadratkilometer. Det finns inga avrinningsområden uppströms utan avrinningsområdet är högsta punkten. Vattendraget som avvattnar avrinningsområdet har biflödesordning 3, vilket innebär att vattnet flödar genom totalt 3 vattendrag innan det når havet efter 84 kilometer. Avrinningsområdet består mestadels av skog (42 procent) och kalfjäll (52 procent). Avrinningsområdet har 0,2 kvadratkilometer vattenytor vilket ger det en sjöprocent på 5,5 procent.